# 18. kolovoza
18. kolovoza (18. 8.) 230. je dan godine po gregorijanskom kalendaru (231. u prijestupnoj godini).
Do kraja godine ima još 135 dana.

## Događaji
- 1201. – Utemeljen je latvijski glavni grad Riga.
- 1868. – Francuski astronom Pierre Jules César Janssen otkrio helij
- 1877. – Asaph Hall otkrio Marsov mjesec Fobos ("strah")
- 1971. – Vijetnamski rat: Australija i Novi Zeland odlučile povući svoje snage iz Vijetnama
- 1991. – SJP Ris MUP-a RH u akciji sprječavanja prodora četničkih snaga u grad Daruvar.[1]

| - 1450. – Marko Marulić, hrvatski književnik († 1524.) - 1830. – Franjo Josip I., austrijski car i ugarsko-hrvatski kralj († 1916.) - 1933. – Just Fontaine, francuski nogometaš i trener († 2023.) - 1933. – Roman Polański, francusko-poljski filmski redatelj, scenarist, producent i glumac - 1934. – Rafer Johnson, američki atletičar i glumac († 2020.) - 1935. – Hifikepunye Pohamba, predsjednik Namibije - 1952. – Patrick Swayze, američki plesač i glumac († 2009.) - 1957. – Denis Leary, američki komičar i glumac - 1963. – Željko Duvnjak, hrvatski glumac - 1965. – Zlatko Ožbolt, hrvatski glumac - 1959. – Christian Slater, američki glumac - 1980. – Aljoša Kunac, hrvatski vaterpolist - 1980. – Esteban Cambiasso, argentinski nogometaš - 1997. – Renato Sanches, portugalski nogometaš - 2006. – Summer McIntosh, kanadska plivačica | - 440. – Siksto III., papa - 946. – Ivan Rilski, bugarski svetac (* oko 876.) - 1227. – Džingis-kan, mongolski vladar (* oko 1162.) - 1765. – Franjo I. Stjepan, car Svetog Rimskog Carstva (* 1708.) - 1850. – Honore de Balzac, francuski književnik (* 1799.) - 1872. – Petar Preradović, hrvatski književnik (* 1818.) - 1962. – Max Fabiani, slovenski arhitekt (* 1865.) - 1990. – B. F. Skinner, američki psiholog (* 1904.) - 2019. – Denis Kuljiš, hrvatski novinar (* 1951.) |